# Graine germée
 (avril 2021).
Si vous disposez d'ouvrages ou d'articles de référence ou si vous connaissez des sites web de qualité traitant du thème abordé ici, merci de compléter l'article en donnant les références utiles à sa vérifiabilité et en les liant à la section « Notes et références ».

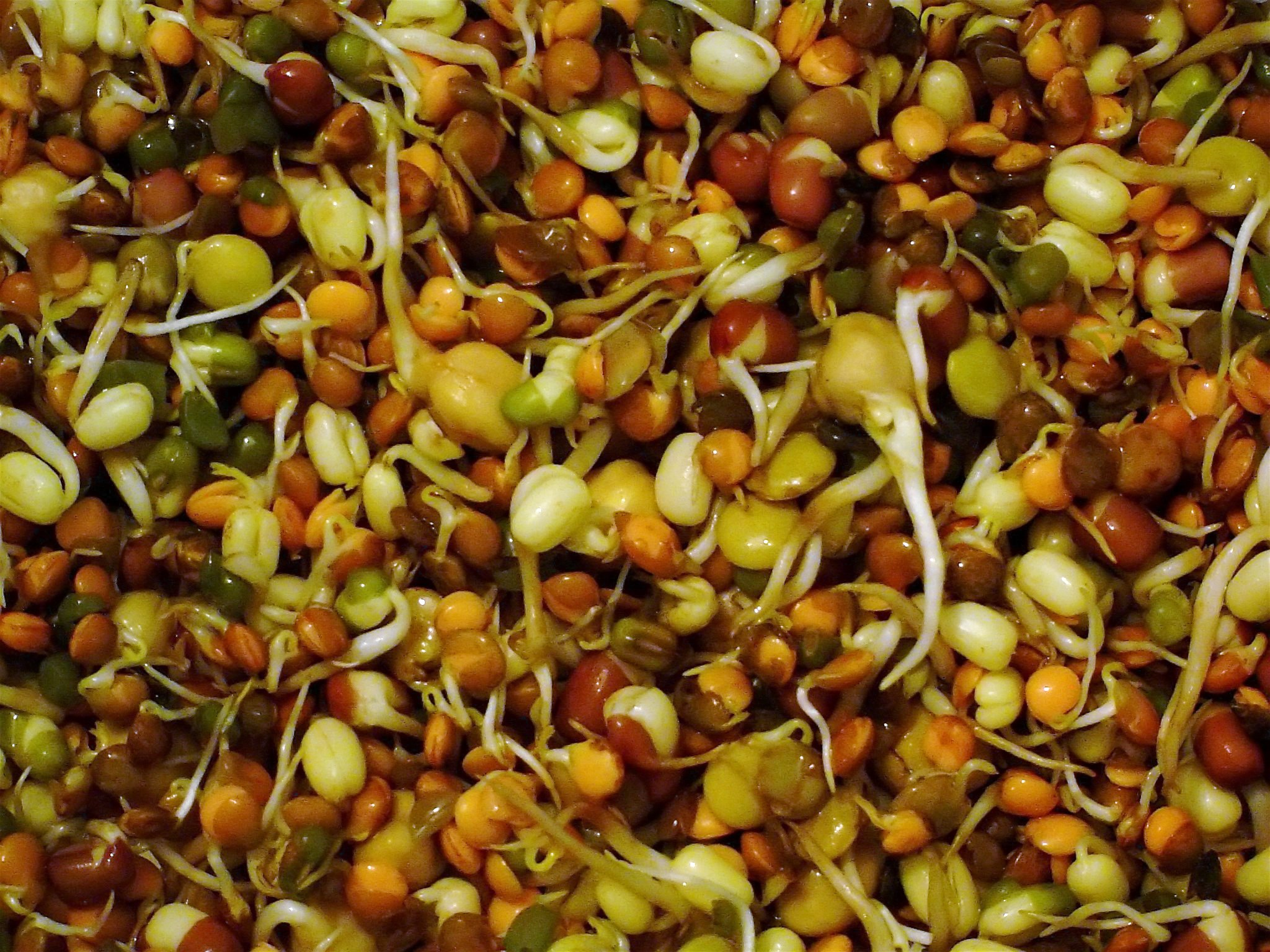
germinations diverses prêtes à être consommées.

Les graines germées, aussi appelées germinations sont des graines qu'il est d'usage de faire germer, en général hors sol, à des fins d'alimentation, de boisson ou de préparation de semis.
Les graines germées ont des propriétés nutritionnelles supérieures aux graines sèches : les taux de vitamines et enzymes peuvent être fortement augmentés lors du processus de germination. Dans un germe de blé, on trouve même certaines molécules, telles que la vitamine C, que l'on ne trouve pas dans le grain de blé.

## Principes de base

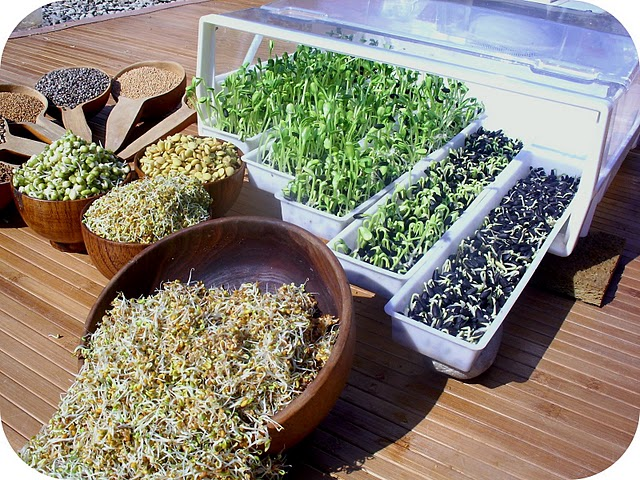
Germoir automatique, outil utilisé pour produire des graines germées.

Après le trempage, il faut s'assurer que les graines sont toujours humides pour leur développement, mais ne pas les noyer. Il suffit en général de les rincer deux fois par jour. Le rinçage permet également d'éliminer les substances rejetées par l'activité de transformation de la graine. Utiliser de l'eau à température ambiante (17 à 20 °C). Les graines germées seront de meilleure qualité avec l'utilisation d'une eau non chlorée.
Les graines ayant besoin d'oxygène pour leur développement, il ne faut pas fermer les bocaux hermétiquement. La gaze (ou toile moustiquaire, ou dentelle, ou couvercle-passoire) permet un échange d'air tout en protégeant de la poussière, ou des poils et facilite les rinçages.
Les graines ne réclamant pas spécialement de lumière, il ne faut pas les exposer à la lumière directe du soleil. Voir photo avec germoir couvert d'un chiffon. Selon l'exposition à la lumière, les pousses seront plus ou moins vertes (présence de chlorophylle) et le goût peut être différent. Les graines germent à température ambiante.

### Précautions d’hygiène

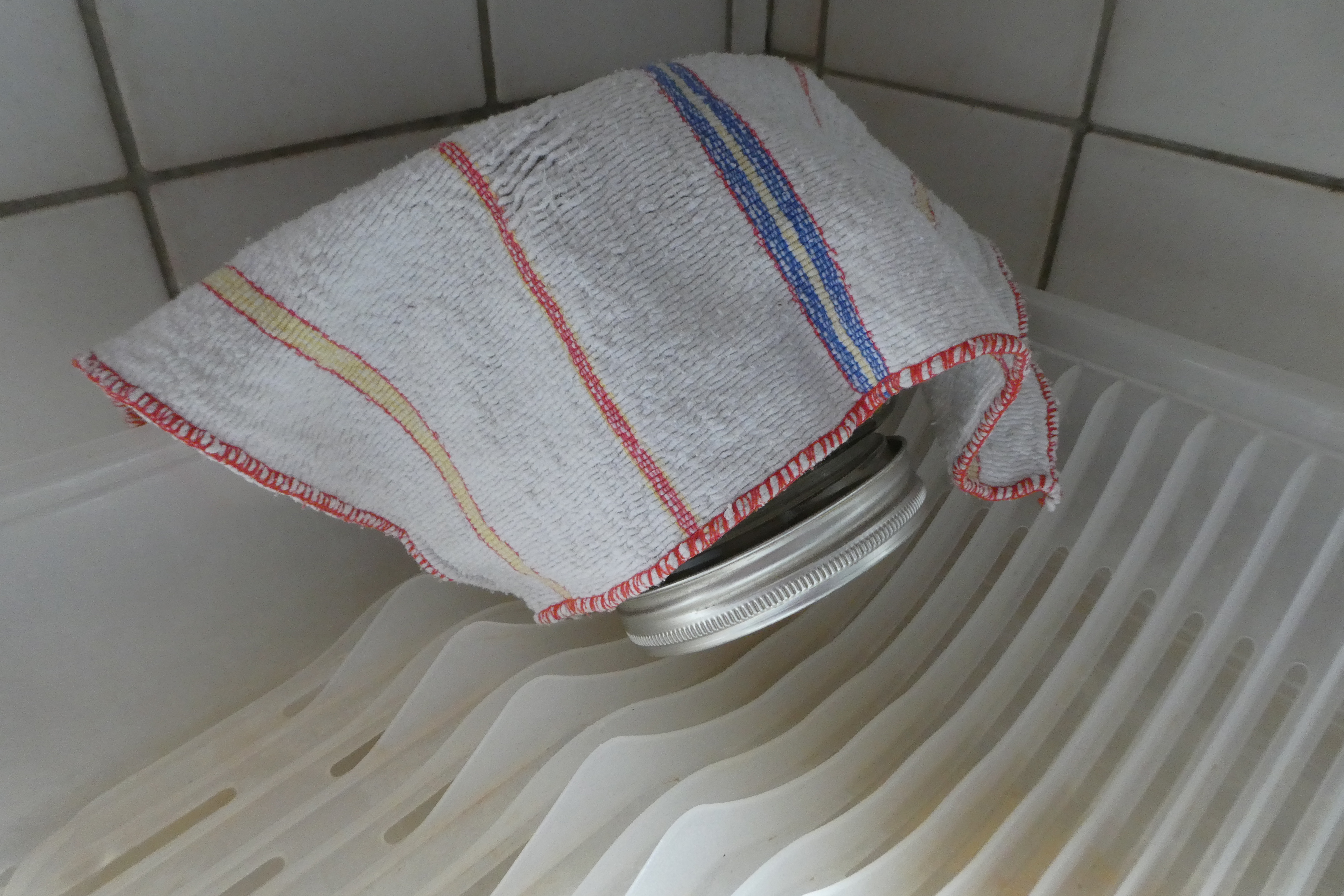
Germoir en position verticale pour permettre l'écoulement de l'eau et la circulation de l'air.

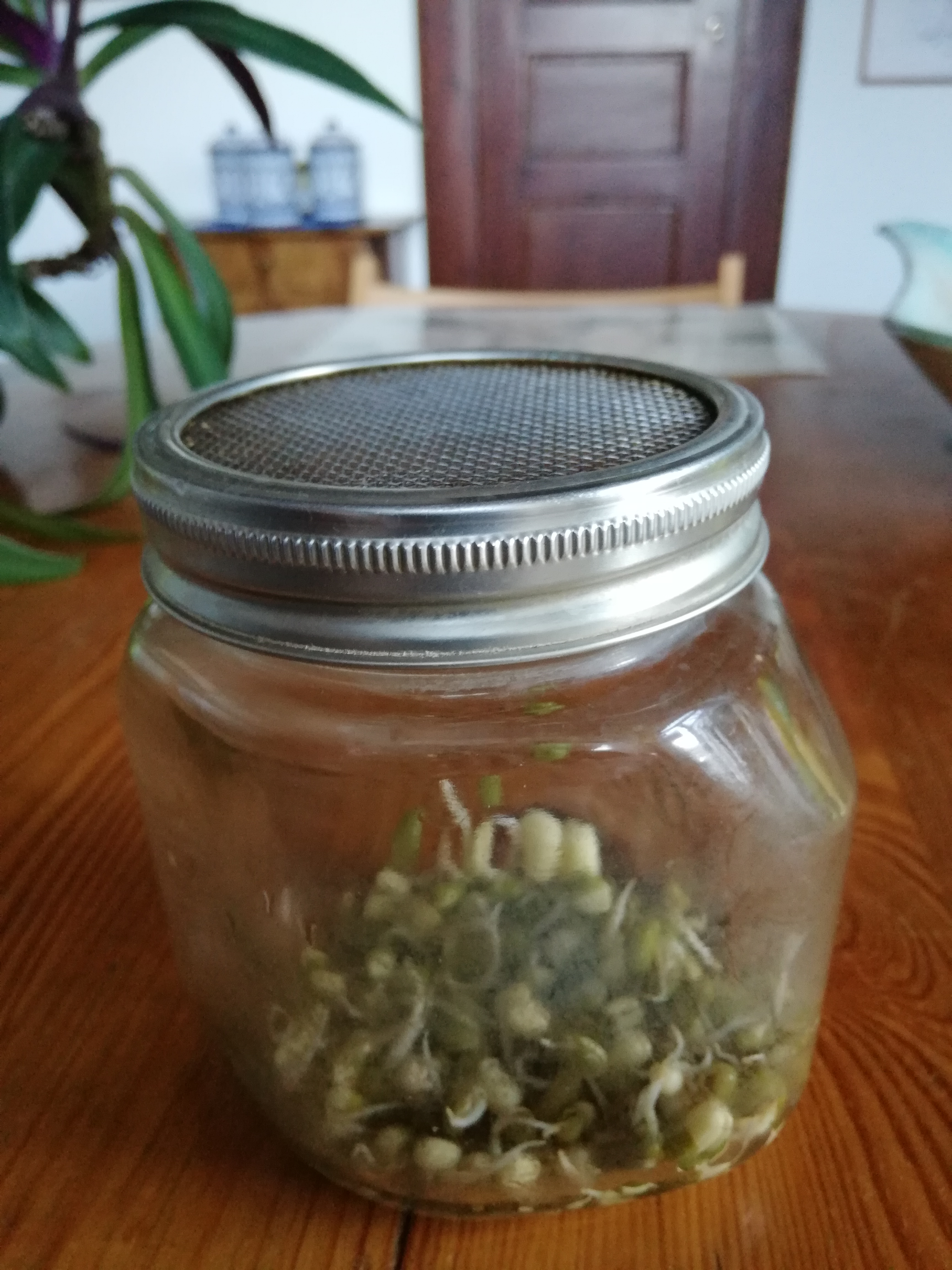
Germoir.

Il est important de désinfecter les graines avant germination et de n’utiliser que de l’eau potable. Une fois les graines germées, elles doivent, pour éviter la prolifération bactérienne, être conservées au froid et être consommées rapidement. Il faut aussi les rincer à l’eau vinaigrée avant de les consommer.

## Récolte et consommation - conservation

### Conservation
Il faut les conserver au réfrigérateur dans des récipients fermés mais non hermétiques et vérifier que les graines ne se déshydratent pas. Certaines graines germées continuent, malgré la réfrigération, à croître et ont besoin d'oxygène pour rester en vie. Elles peuvent rester au réfrigérateur de deux à sept jours environ ; au-dela de cette période l'avantage d'avoir des graines fraîches riches en vitamines serait perdu et les risques de moisissures et de développement bactériens augmentent.

## Risques pour la santé - Infections bactériennes
Des graines germées cultivées industriellement ont été associées à plusieurs foyers épidémiques de bactéries nocives comme la salmonelle ou des formes toxiques de Escherichia coli, avec 4 000 victimes, dont 46 décès en Allemagne en 2011. Elles peuvent être le résultat de graines contaminées ou de conditions de production insalubres dans un milieu avec un nombre élevé de pathogènes. 
En Europe, à partir du 1er juillet 2013, tout import de graines ou graines destinées à la germination à partir d'un pays tiers vers l’UE devra être accompagné d’un certificat (cf règlement no 211/2013) à transmettre à tous les intermédiaires (du producteur de graine au producteur de germes). Chaque établissement produisant des graines germées devra disposer d'un agrément (basé sur des critères d'hygiène). Un contrôle microbiologique est prévu (règlement no 209/2013) qui ajoute la recherche des sérotypes pathogènes d’E. coli, c'est-à-dire  en l’occurrence producteurs de shigatoxines sérotypes . D'autres études d'évaluation des risques sont prévues pour identifier les meilleurs moyens et moment d'analyser les bactéries (avant la germination, elles sont peu présentes, et en fin de germination, le délai de retour des résultats d'analyse ne permet plus le retrait de la vente). Si les graines, germées ou non, ne sont pas analysées, le producteur peut se contenter de faire analyser ses « eaux d'irrigation » usées.